# Sigma Librae
σ Librae (Sigma Librae, kurz σ Lib) ist ein Roter Riese auf dem AGB-Entwicklungsweg. Er hat eine scheinbare Helligkeit von 3,2 mag, ist etwa 400 Lichtjahre entfernt und befindet sich im Sternbild Waage.
Der Stern trägt die historischen Eigennamen Brachium, Cornu, Zubenalgubi. Er trug ursprünglich die Bayer-Bezeichnung γ Scorpii (Gamma Scorpii).